# U-3041
U-3041 – niemiecki okręt podwodny (U-Boot) typu XXI z okresu II wojny światowej. Okręt wszedł do służby w 1945 roku; po wojnie przejęty przez Wielką Brytanię, później przekazany Związkowi Radzieckiemu. Jeden z 8 okrętów tego typu, które przetrwały wojnę.
Zamówienie na budowę okrętu zostało złożone w stoczni AG Weser w Bremie. Rozpoczęcie budowy okrętu miało miejsce 7 grudnia 1944. Wodowanie nastąpiło 13 lutego 1945, wejście do służby 10 marca 1945. Dowódcami byli kolejno: Oblt. Joachim Vieth, (od 27 kwietnia 1945) Kptlt. Hans Hornkohl.
Okręt odbywał szkolenie w 4. Flotylli. Nie odbył żadnego patrolu bojowego, nie zatopił żadnej jednostki przeciwnika.
Poddany w Horten (Norwegia) w maju 1945, przebazowany 29 maja 1945 do Loch Ryan (Szkocja). Włączony do floty brytyjskiej jako N 29. W lutym 1946 przekazany ZSRR, służył do grudnia 1955 jako B-30, później PZS-35. Złomowany w 1959 roku.